# Берлинский кафедральный собор
Берли́нский кафедра́льный собо́р (нем. Berliner Dom) — самая большая  протестантская церковь Германии. Входит в ЕКД. Расположен на Музейном острове Берлина.
Собор был построен в 1894—1905 годы по проекту Юлиуса Рашдорфа в качестве главной церкви прусских протестантов и придворной церкви правящей династии Гогенцоллернов вместо старого собора, оформленного по фасадам по проекту Карла Шинкеля.
Собор выполнен в стиле барокко. Изначально, богато украшенное здание из силезского гранита, достигало в высоту вместе с куполом 114 метров. После Второй мировой войны была проведена реконструкция серьёзно пострадавшего собора, и теперь он имеет более скромную высоту в 98 метров (чуть меньше Исаакиевского собора в Санкт-Петербурге). В 1975 году во время работ по реконструкции была частично взорвана и полностью разобрана капелла над склепом Гогенцоллернов (Denkmalskirche). Собор торжественно вновь был открыт 6 июня 1993 года.
В настоящее время для посетителей открыт также склеп династии Гогенцоллернов, где представлены 70 из 89 сохранившихся захоронений; среди них — роскошный саркофаг Великого курфюрста и его супруги Доротеи.
Орган для собора был построен известным немецким органным мастером эпохи романтизма Вильгельмом Зауэром. В интерьере собора сохранились витражи по эскизам главного художника Германской империи  Антона фон Вернера, в значительной степени воссозданные по фрагментам, эскизам и старым фотографиям в 1990 году.
Перед собором разбит парк Люстгартен, который на протяжении столетий постоянно менял свой облик. Современный облик после реконструкции парк приобрёл 24 сентября 1999 года. Сейчас Люстгартен представляет собой зелёную лужайку с газоном, как и задумывал когда-то Карл Фридрих Шинкель, в центре которой находится фонтан.
Является действующей церковью с регулярным богослужением, а также музеем, за вход взимается плата.
В пятом фильме киноэпопеи «Освобождение» у собора снимались некоторые сцены штурма Рейхстага.

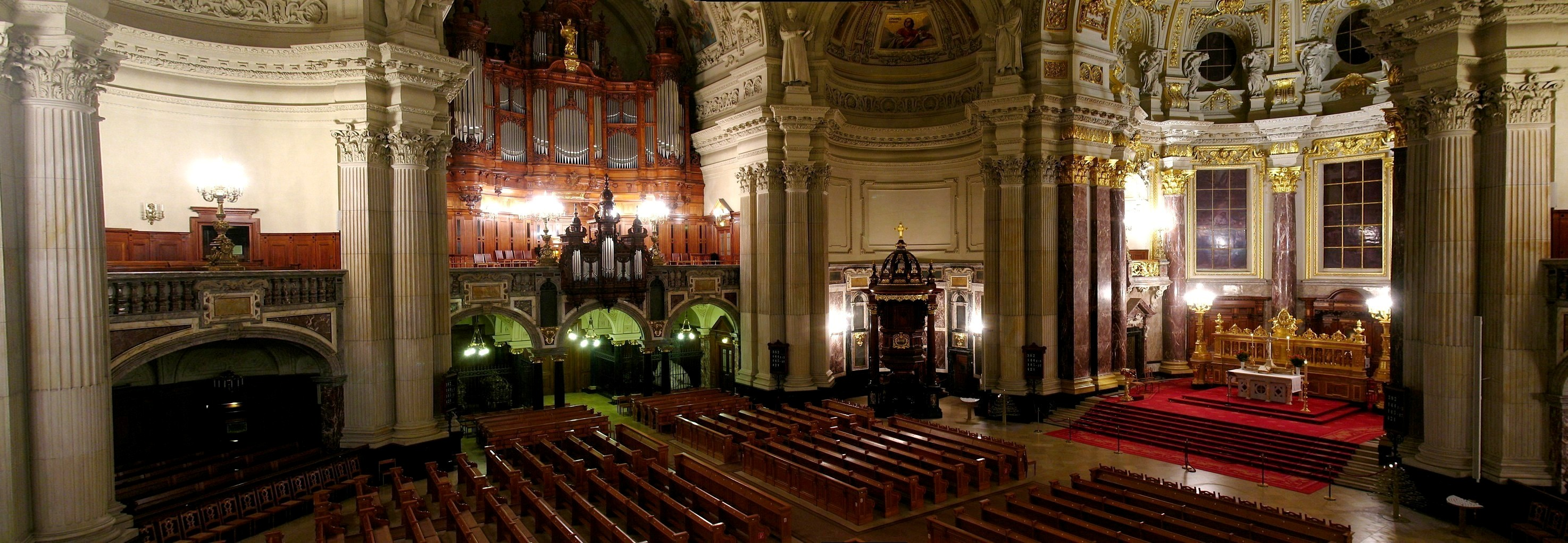
Внутри Берлинского собора